# CNGS
Das CNGS-Experiment (CNGS steht für englisch CERN Neutrinos to Gran Sasso) war ein physikalisches Experiment zur Neutrinooszillation. Von Juli 2006 bis Dezember 2012 wurden dazu Neutrinos am Forschungszentrum CERN erzeugt und in den weit entfernten Detektoren OPERA bzw. ICARUS untersucht.

## Aufbau und Funktion
Am SPS-Beschleuniger des Forschungszentrums CERN bei Genf wurde ein Neutrinostrahl erzeugt, der dann über eine Entfernung von 730 km durch das Erdinnere zum Gran-Sasso-Laboratorium in Italien gelangte und dort im Zuge der OPERA- und ICARUS-Experimente detektiert wurde.
Zur Erzeugung des Strahls werden Protonen mit einer Energie von 400 GeV auf ein Graphittarget in einem heliumgefüllten Behälter geschossen. Die dabei entstehenden positiv geladenen Pionen und Kaonen werden dann durch ein magnetisches Linsensystem zu einem parallelen Strahl fokussiert und zerfallen danach in einer 1 km langen evakuierten Röhre zu Myon-Neutrinos und Myonen. Die entstehenden Neutrinos behalten ihre Flugrichtung auf das Gran-Sasso-Labor bei, während die restlichen Protonen, Pionen und Kaonen von einem Eisen/Graphit-Schild aufgefangen werden. Der Myonenstrom, der den Schild genauso wie die Neutrinos durchquert, wird anschließend  gemessen, um daraus die Anzahl der abgesendeten Neutrinos zu ermitteln. Schließlich werden  auch die Myonen vom Gestein absorbiert und nur die Neutrinos setzen ihre Reise fort.
Es wird erwartet, dass sich einige der Myon-Neutrinos unterwegs in andere Neutrinoarten (fast ausschließlich Tau-Neutrinos) umwandeln, welche dann vom OPERA-Detektor nachgewiesen werden sollen. Dieser Nachweis würde eine experimentelle Bestätigung der Neutrinooszillation bedeuten sowie deren quantitative Untersuchung ermöglichen.

## Geschichte
Der Start des Experiments war ursprünglich für Mai 2006 geplant, nach Lecks in den hydraulischen Anlagen fanden die ersten zwei Wochen Strahlaktivität im Oktober 2007 statt.
Im September 2011 wurde von OPERA bekannt gegeben, dass statistische Analysen von Messungen zwischen 2009 und 2011 den Schluss nahelegen, dass sich Neutrinos mit Überlichtgeschwindigkeit fortbewegen können. Diese Messung war jedoch fehlerhaft, und neue Messungen haben Übereinstimmung mit der Lichtgeschwindigkeit ergeben. Für mehr Details siehe Messungen der Neutrinogeschwindigkeit.
Im Dezember 2012 wurde der Neutrinostrahl letztmals produziert.